# Scratch My Back
Scratch My Back är ett album av Peter Gabriel, utgivet 2010. Det var hans åttonde studioalbum som soloartist och det första på åtta år. Albumet består av covers på tolv låtar av olika artister, på vilka Gabriels sång ackompanjeras av en orkester. Tanken är att de artister som fått sina låtar tolkade på albumet i sin tur ska spela in varsin cover på någon av Gabriels låtar, vilka ska ges ut på ett album med titeln I'll Scratch Yours.

## Låtlista
Originalartist inom parentes.
1. "Heroes" (David Bowie) - 4:09
2. "The Boy in the Bubble" (Paul Simon) - 4:27
3. "Mirrorball" (Elbow) - 4:48
4. "Flume" (Bon Iver) - 3:00
5. "Listening Wind" (Talking Heads) - 4:22
6. "The Power of the Heart" (Lou Reed) - 5:51
7. "My Body Is a Cage" (Arcade Fire) - 6:12
8. "The Book of Love" (The Magnetic Fields) - 3:52
9. "I Think It's Going to Rain Today" (Randy Newman) - 2:34
10. "Après moi" (Regina Spektor) - 5:13
11. "Philadelphia" (Neil Young) - 3:46
12. "Street Spirit (Fade Out)" (Radiohead) - 5:06